# Reino de Nueva Vizcaya
El Reino de la Nueva Vizcaya fue el primero de los reinos castellanos creados al norte del actual México bajo la jurisdicción del Reino de la Nueva Galicia, y la Real Audiencia de Guadalajara. En 1620 se convirtió en sede episcopal del obispo de Durango, primera sede sufragánea de la diócesis de Guadalajara. A pesar de haberse originado en Zacatecas, bajo el impulso del vizcaíno Francisco de Ibarra, su territorio definitivo abarcó los actuales estados mexicanos de Durango, Chihuahua y parte de Coahuila, siendo su capital la ciudad de Durango. Desapareció jurídicamente en 1786 bajo el reordenamiento borbónico de sus dominios en administraciones militares, siendo sustituido por la Intendencia de Durango, lo que conllevó la abolición de los fueros y privilegios de sus pobladores, con lo cual la Corona Española debía de tener el control absoluto de todas las regiones de su Imperio, dado que entre los años de 1700 y 1780 se había desarrollado una tendencia hacia la autonomía administrativa, dado que en los siglos 16 y 17 la Corona de los Habsburgo habían delegado sus funciones en los virreyes y gobernadores de las provincias, conformándose con solo recibir los productos de las alcabalas, del llamado “Quinto Real” o 20 por ciento del valor comercial declarado sobre el oro y la plata, lo que terminó generando una gran corrupción en la que los intereses de los particulares prevalecieron por sobre los intereses de la Corona Española, en este sentido, al igual que en otras regiones de la Nueva España, se generaron protestas y descontento, pues las Reformas Borbónicas afectaron los intereses personales. También estas Reformas tenían el propósito de incrementar la recaudación de impuestos, lo cual se habría de lograr, pues las autoridades virreinales y provinciales fueron obligadas a implemetar las medidas de control necesarias para lograrlo.
En este sentido la ciudad de Durango, siguió siendo la capital, en este caso de la Comandancia General de las Provincias Internas, a cuya jurisdicción quedaron sometidos todos los habitantes de cada municipio. 
Estas protestas generadas por la extinción jurídica del Reino de la Nueva Vizcaya llevó a que se hicieran distintos intentos de restablecerlo, tanto a mediados como a finales del siglo XVIII esta propuesta por restablecer el antiguo Reino de la Nueva Vizcaya como cabecera del nuevo virreinato de la Nueva Vizcaya y la Real Audiencia de Durango, fue apoyada incluso por José de Gálvez, aunque fue rechazada desde la propia Ciudad de México.
Ese rechazo se debió a que la reorganización de la Nueva España era un proceso necesario para darle a la Corona todo su control, pero a mediano plazo llevó en cierta forma a que para la década de los 1810's se produjese y se apoyase al proceso de independencia, debido a que ya existían las ideas de que el "Reino de México" fuese "independiente" aunque conservándose como parte del Imperio Español... idea que obviamente no aceptaría la Corona.

## Primeras exploraciones
La exploración española comenzó en 1531 con la expedición de Nuño Beltrán de Guzmán.
En las siguientes décadas, especialmente bajo el liderazgo de Francisco de Ibarra, se fundaron asentamientos más adentro del territorio y aún más al norte de la ciudad de Zacatecas, cuando fueron descubiertos yacimientos de plata. Ibarra nombró esa nueva área como Nueva Vizcaya en honor a su tierra natal de Vizcaya. La Nueva Vizcaya incluyó los actuales estados mexicanos de Chihuahua y Durango, así como áreas del oriente de Sonora, y los actuales municipios de Coahuila. Dichos municipios son: Torreón, Francisco I. Madero, Matamoros, San Pedro de las Colonias, Viesca, Parras, Saltillo, Arteaga y Ramos Arizpe, así como una franja del Sur del Municipio de Cuatro Ciénegas. 
El Reino de la Nueva Vizcaya estuvo dentro la jurisdicción judicial de la Real Audiencia de Guadalajara, así como su administración y del Obispado de Guadalajara.
El capitán Francisco de Urdiñola (desde 1603 a 1614) sucedió a Rodrigo de Vivero en el gobierno de la Nueva Vizcaya. Consiguió someter en 1601 una gran rebelión de naturales en el norte de la provincia. Urdiñola se inició en las armas con ya había estado combatiendo a los Tepehuanes de la región de Indehe (Indé), a los guachichiles y pachos en Saltillo, y a los indios Mazapil y Matehuala. Enfrentó también un rebrote de la rebelión de los Acaxes y el alzamiento de los Xiximes en 1610. 
Su sucesor como Gobernador y Capitán General del Reino de la Nueva Vizcaya, Gaspar de Alvear y Salazar, terminó de conquistar el norte del Reino en 1619, montando la expedición que duró del 26 de febrero al 20 de abril de 1619, en la región de los tarahumaras, para frustrar los planes de los rebeldes Tepehuanes para aliarse buscando refugio con los tarahumaras. Así todo, los brotes con indios siguieron en las décadas siguientes y la región no fue apaciguada hasta finales del siglo XVII.
Como parte de las Reformas Borbónicas, en 1777 las provincias del norte del Virreinato fueron organizadas en la Comandancia General de las Provincias Internas, la cual fue una entidad autónoma del Virreinato en cuestiones militares y administrativas, pero que no dejó de depender en lo financiero del mismo.

## Reino
Interfirieron con la observancia de esta orden, hasta que la guerra de la independencia hizo su ejecución durante 1812 una necesidad militar. El Virrey Francisco Xavier Venegas designó eso al comando de la sección de Occidente, al general de brigada Alejo García Conde, gobernador de Sonora y Sinaloa, militar destacado de casi medio siglo en el servicio real. La división de Oriente fue ofrecida al Mariscal de campo, Félix María Calleja del Rey, y él, declinando aceptar la posición la presentó a Simón de Herrera, el gobernador de Nuevo León, que fue abatido por los insurrectos antes de la aceptación, con lo cual Coronel Arredondo recibió la posición. Nava, que gobernó las provincias unidas en la apertura del siglo, fue substituido en 1804 por el Coronel Pedro Grimarest, y él por el general de brigada Nemesio Salcedo y Salcedo, a quien fue llamado a ir a España.

## La Campaña Gutiérrez de Lara
En 1811, Bernardo Gutiérrez de Lara, un ciudadano de Revilla, y un fuerte partidario del movimiento independentista, había tomado refugio en los Estados Unidos después de la supresión de la insurrección dentro de Nuevo Santander, y allí había buscado ayuda en nombre de su causa. La bienvenida de la gente allá, y las intenciones bien conocidas del gobierno de Estados Unidos con respecto a la frontera de Texas, habían dado lugar a no poca intranquilidad en México, y ésta aumentaba más a raíz en un informe que él estaba ya en su marzo al frente de un ejército, para apoyar las fortunas de los insurrectos.
El comando de las tropas bajo Gutiérrez de Lara consistió de hecho en solamente unos cuatrocientos cincuenta hombres, muchos de quién eran filibusteros de los Estados Unidos; pero con esta pequeña fuerza invadió Texas en 1812 y tomó posesión de varias ciudades, empujando a las fuerzas realistas de Salcedo y de Herrera. Advertido de este peligro, Arredondo, cuyas fuerzas habían sido cuarteadas en el valle del Maíz, marchó de inmediato contra el enemigo, recogiendo hombres y el material en su camino a través de Nuevo Santander. Mientras tanto, el coronel Elizondo, que había sido enviado por adelantado, se había dejó desviar totalmente al ser forzado en combate.
Pocas semanas más adelante, sin embargo, Arredondo mismo infligió una derrota decisiva a los insurrectos, ahora bajo comando de Álvarez de Toledo, que había reemplazado a Sara. Ejecutaron a la mayoría, incluyendo todos los filibusteros que cayeron en las manos de los mexicanos, y terminaron así muchos de los presos toda la esperanza de la ayuda de los Estados Unidos a la causa de la independencia. Los cambios realizados así eran debidos menos al aumento de la población, y al desarrollo de los recursos materiales de estas provincias, que a las razones militares, y con objeto de la supresión de movimientos revolucionarios. En el noroeste los únicos apuros que se encontrarán eran las hostilidades generalizadas con los indios, pero hacia el este la revolución había asumido otra vez proporciones alarmantes.

## Juicio a los Insurgentes
Salcedo desempeñó el cargo satisfactoriamente, mientras se aprovechaba de la utilidad presentada por su lejanía, y de los desórdenes de la Guerra de Independencia, para acumular una gran fortuna. Cuando el conflicto estalló en el sur, él se limitó a tomar medidas para mantenerlo fuera de su propio territorio. Mientras que no podía alcanzar ninguna cosa significativa en el campo contra los insurrectos, él tenía la satisfacción poco envidiable de Presidir el Juicio y la ejecución de su gran líder, Hidalgo, y de sus funcionarios, en el curso de mayo a julio de 1811.
Nueva Vizcaya no estuvo enteramente intacta por la guerra, y algunos débiles esfuerzos locales fueron hechos por los fervientes patriotas. Un mes antes de la captura de Hidalgo, un grupo de insurrectos fueron capturados, y el inicio de 1812 fue marcado por un conflicto en San Francisco entre varios cientos de hombres.

## Independencia

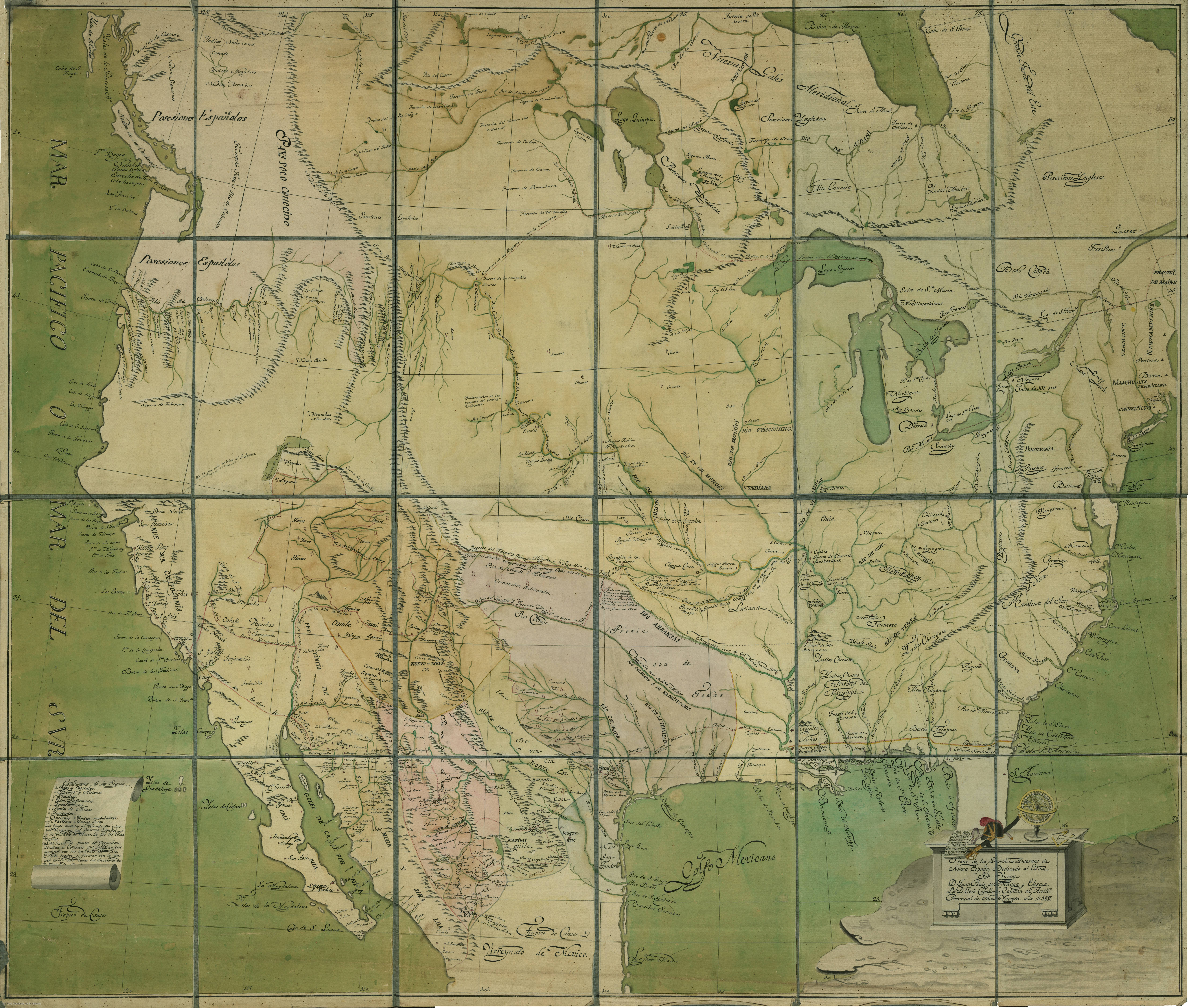
Mapa español de 1817 que muestra la provincia de Nueva Vizcaya, en el virreinato de Nueva España.

Hacia el fin de 1814, Trespalacios y Caballero planean un brote en Chihuahua, pero el plan fue revelado a Alejo García Conde, que ahora controlaba la sección de Occidente desde este esa ciudad, y desbarató el movimiento arrestando los principales. Esta relative paz era principalmente debido a la vigilancia de las autoridades, incluyendo el clero, que ejercitó con más eficacia su poder de perdonar. El General de brigada Bernardo Bonavia y Zapata, gobernador intendente de Nueva Vizcaya, y su teniente en Durango, el valuador, Ángel Pinilla y Pérez, eran visible entusiastas en la causa realista. Chihuahua tenía sus incursiones de Apache a combatir, y Durango habiendo sufrido en 1820 una breve rebelión de Opatas, que fue calmada sin ninguna matanza seria. La visita del explorador, Zebulon Pike, y el restablecimiento momentáneo de los Jesuitas, en 1819, causaron un entusiasmo temporal.
En 1812, las provincias fueron se alegraban recibiendo la constitución liberal (constitución de 1812) concedida a las colonias por España, con la posibilidad de convertirse en Audiencias. Aunque la constitución fue suspendida poco después por el Virrey, Nueva Vizcaya se las arregló para elegir a un representante a las cortes, hasta su renacimiento, en 1820, con tal que también establecieron una asamblea y delegaciones provinciales. La lealtad a España era más pronunciada en inicio de esta tercera década tanto que cuando Iturbide se rebelaba contra su amo virreinal, general Cruz, regente de Nueva Galicia, y la segunda fuerza en el país, avanzaba a Durango a hacer un esfuerzo final en nombre de la causa que se tambaleaba (de España). Él entró en esa ciudad 4 de julio de 1821, atendido por los funcionarios de Zacatecas y otros puntos, con algunos cientos soldados. Negrete, teniente de Iturbide, los persiguió, y puso sitio a la ciudad a inicios de agosto, con cerca de 3.000 hombres.
La defensa se mantuvo por más de tres semanas, con fuego feroz y escaramuzas ocasionales, dependiendo de los ataques, que implicaron pérdidas severas. Negrete finalmente plantó una batería contra un punto vulnerable, y el 30 de agosto ganó una ventaja decisiva. Para estas fechas la defección había asistido a minar el celo de los realistas. Una tregua fue aceptada, y llegado el 3 de septiembre la guarnición fue entregada, con los honores de la guerra, y permiso de retirarse con Cruz a España.